# Lista de museus de Paris
Os museus de Paris podem ser classificados em três categorias:
- Museus Nacionais - (N)
- Museus da Cidade de Paris - (VP)
- Museus Privados - (P)

## A
- Musée Adzak
- Musée d'Anatomie Delmas-Orfila-Rouvière
- Petit Musée de l'Argenterie
- L'Argonaute (Submarine)
- Musée de l'Air et de l'Espace
- Musée des Années Trente
- Cité de l'Architecture et du Patrimoine
- Musée de l'Armée
- Musée Arménien de France
- Musée d'Art Contemporain du Val-de-Marne
- Musée d'Art et d'Histoire du Judaïsme
- Musée d'Art Juif
- Musée d'Art Moderne de la Ville de Paris - (VP)
- Musée d'Art Naïf - Max Fourny
- Musée de la Mode et du Textile
- Musée de l'Assistance Publique - Hôpitaux de Paris
- Musée des Arts Décoratifs
- Musée des Arts et Métiers
- Musée des Arts Forains Collection Jean Paul Favand ("Fair Art" Museum)
- Musée et Jardin départemental Albert Kahn
- Musée national des Arts asiatiques-Guimet
- Musée national des Arts d'Afrique et d'Océanie
- Musée national d'art moderne, in the Centre Georges-Pompidou
- Musée national des Arts et Traditions Populaires

## B
- Maison de Balzac - (VP)
- Musée Baccarat
- Musée "Bible et Terre Sainte" (Musée Biblique)
- Musée du Barreau de Paris
- Musée Boleslas Biegas
- Musée Bouchard
- Musée Bouilhet-Christofle
- Musée Bourdelle - (VP)
- Musée Edouard Branly

## C
- Maison d'Auguste Comte
- Musée Nissim de Camondo
- Théâtre-Musée des Capucines
- Musée Carnavalet - (VP)
- Musée Français de la Carte à Jouer
- Fondation Cartier pour l'Art Contemporain
- Catacombes de Paris - (VP)
- Musée nationale de Céramique-Sèvres
- Musée Cernuschi - (VP)
- Musée de la Chasse et de la Nature
- Salon Frédéric Chopin
- Musée du Cinema - Henri Langlois
- Cité des Sciences et de l'Industrie
- Cité nationale de l'histoire de l'immigration
- Musée Clemenceau
- Musée Cognacq-Jay - (VP)
- Musée - Librairie du Compagnonnage
- Musée de la Contrefaçon
- Fondation Le Corbusier

## D
- Musée Dapper
- Palais de la Découverte
- Musée national Eugène Delacroix
- Fondation Dosne-Thiers
- Fondation Jean Dubuffet
- Musée Dupuytren

## E
- Espace Dalí
- Museu dos esgotos de Paris (Musée des Égouts de Paris)
- Musée d'Ennery
- Musée-Placard d'Erik Satie
- Musée de l'érotisme
- Musée d'Ethnographie du Trocadéro
- Musée de l'Éventail
- Exploradome

## F
- Musée d'Art Dentaire Pierre Fauchard
- Musée Fragonard d'Alfort
- Musée de la Franc-Maçonnerie
- Musée du Fumeur

## G
- Musée Galliera
- Salle des Traditions de la Garde Républicaine
- Manufacture nationale des Gobelins
- Galeries nationales du Grand Palais
- Musée Grévin
- Musée Grévin - Forum des Halles
- Museu Guimet

## H
- Musée Valentin Haüy
- Musée Hébert
- Musée national Jean-Jacques Henner
- Musée en Herbe
- Musée d'Histoire Contemporaine
- Musée de l'Histoire de France
- Musée d’histoire de la médecine
- Muséum national d'Histoire naturelle
- Musée de l'Holographie
- Musée de l'Homme

## I
- Institut de France
- Instituto do Mundo Árabe
- Hôtel national des Invalides

## J
- Musée Jacquemart-André
- Musée Jean Moulin - (VP)
- Galerie nationale du Jeu de Paume

## L
- Musée national de la Légion d'Honneur et des Ordres de Chevalerie
- Musée Lenine
- Musée des Lettres et Manuscrits
- Musée du Louvre
- Musée des Lunettes et Lorgnettes Pierre Marly
- Musée du Luxembourg

## M
- Maxim's Art Nouveau "Collection 1900"
- Musée Curie
- Musée de la Magie
- Musée Maillol
- Mémorial du Maréchal Leclerc de Hauteclocque et de la Libération de Paris - (VP)
- Musée de la Marine (Paris)
- Musée Marmottan Monet
- Musée des Matériaux du Centre de Recherche sur les Monuments Historiques
- Cabinet des Médailles
- Centre de la Mer et des Eaux
- Musée Adam Mickiewicz
- Musée de Minéralogie
- Musée de la Mode et du Costume de la Ville de Paris - (VP)
- Musée Moissan
- Musée de la Monnaie de Paris
- Musée de Montmartre
- Musée du Montparnasse
- Musée national des Monuments Français
- Musée national Gustave Moreau
- Musée national du Moyen Âge (Museu de Cluny)
- Cité de la Musique

## N
- Musée de Notre Dame de Paris

## O
- Bibliothèque-Musée de l'Opéra National de Paris
- Musée de l'Orangerie
- Musée de l'Ordre de la Libération
- Musée d'Orsay

## P
- Panthéon Bouddhique (Hôtel Heidelbach)
- Musée du Parfum
- Musée Pasteur
- Pavillon de l'Arsenal
- Pavillon des Arts - (VP)
- Musée du Petit Palais
- Musée Édith Piaf
- Musée Picasso
- Musée des Plans-Reliefs
- Centre Georges-Pompidou
- Musée de La Poste
- Musée de la Poupée
- Musée des Collections Historiques de la Préfecture de Police
- Musée de la Publicité

## Q
- Musée du quai Branly

## R
- Musée de Radio France
- Musée Rodin

## S
- Musée de la Sculpture en Plein Air
- Musée-Galerie de la Seita
- Musée de la Serrure
- Musée du Service des Objets Trouvés
- Musée national du Sport

## T
- Institut Tessin
- Palais de Tokyo - (VP)
- Tenniseum (Musée du Tennis)

## V
- Maison de Victor Hugo - (VP)
- Musée de la Vie Romantique - (VP)
- Musée du Vin (Paris)

## W-X-Y-Z
- Musée Zadkine - (VP)